# Pierre Teilhard de Chardin

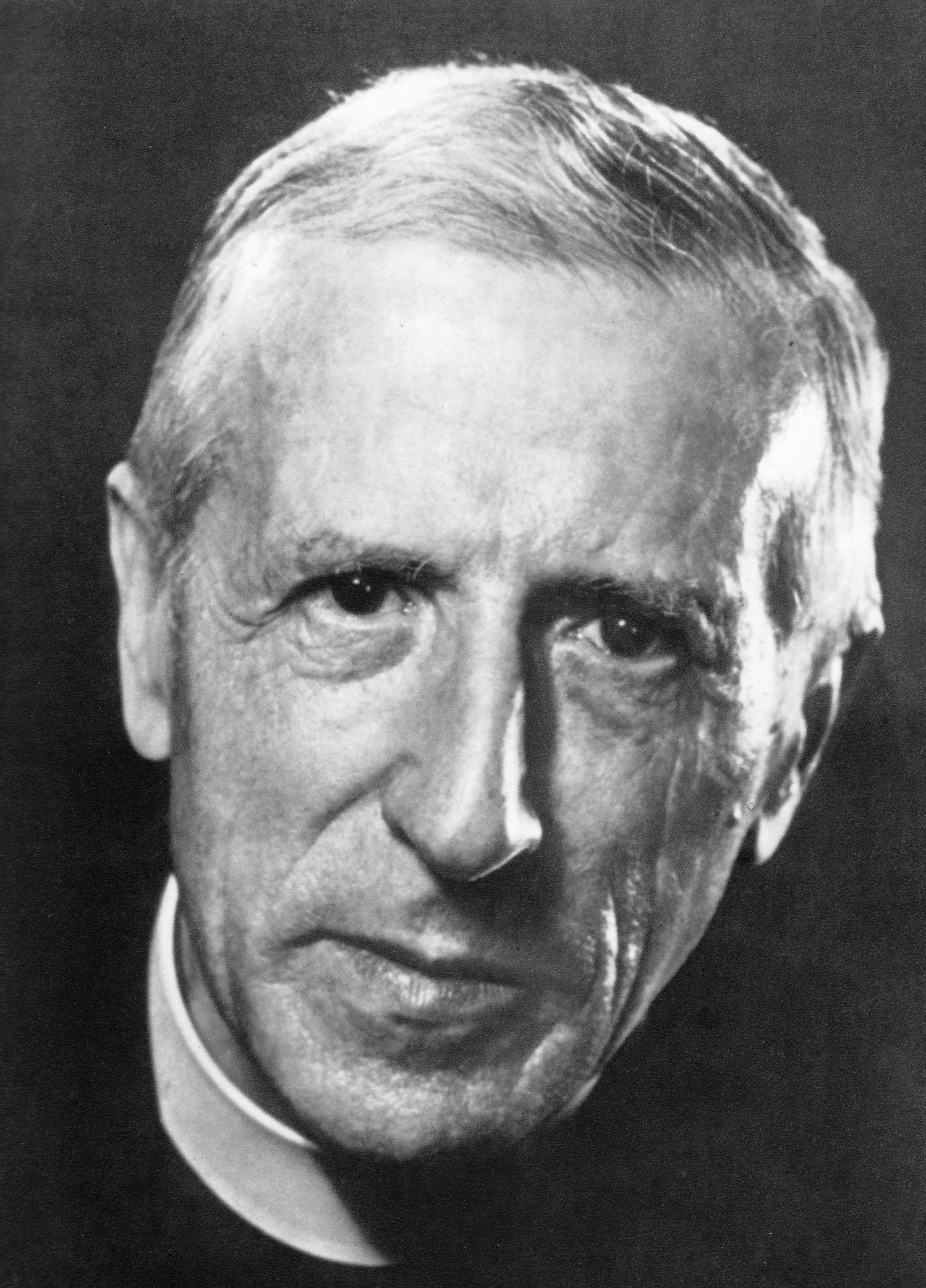
Pierre Teilhard de Chardin (1955)

Pierre Teilhard de Chardin (Orcines, 1 de maig del 1881 - Nova York, 10 d'abril del 1955) fou un teòleg, paleontòleg i filòsof francès, que ha estat internacionalment reconegut pels seus esforços conciliadors entre la ciència i els preceptes de la fe catòlica.
La seva obra, centrada en l'estudi de les etapes del desenvolupament de l'home, formula un evolucionisme optimista centrat en la cosmogènesi, la biogènesi i la noogènesi. Teilhard de Chardin va observar en l'evolució una progressiva espiritualització de la matèria, el principi fonamental de la qual és l'home.
L'any 1962 les altes jerarquies eclesiàstiques exhortaven, per primera vegada, als responsables de l'ensenyament religiós que mantinguessin a la joventut allunyada de les "perilloses obres" de Teilhard de Chardin.

## Biografia

### La infantesa
Pierre Teilhard de Chardin va néixer al llogaret de Sarcenat (Alvèrnia, França) l'any 1881. El seu pare, naturalista afeccionat, va influir decisivament en la seva vocació professional i la religiositat de la seva mare va determinar la seva formació espiritual. Ingressà, als 10 anys, al Col·legi de Jesuïtes de Villefranche-sur-Saône. Un cop presa la decisió d'entrar a la Companyia de Jesús, va passar diversos anys centrat en els estudis eclesiàstics.

### Els primers viatges
Va viatjar al Caire i a Anglaterra, on es va formar professionalment com a geòleg i paleontòleg. El seu interès per la teoria de l'evolució es va despertar a partir de la lectura de Henri Bergson. A més, va estudiar teologia en el col·legi jesuïta de Hastings (prop de Piltdown, Gran Bretanya). L'any 1912 es va ordenar sacerdot.

### L'afer de l'Home de Piltdown
L'any 1909, durant la seva estada a Gran Bretanya, va conèixer al naturalista Charles Dawson amb qui compartiria l'afició per la paleontologia. Com a conseqüència d'aquesta amistat es va veure embolicat en l'engany de l'Home de Piltdown. Dawson i Smith Woodward, paleontòleg del Museu Britànic de Londres, varen presentar les restes òssies d'un orangutan fent-les passar per les restes de la "baula perduda". El frau no va ser descobert fins a 45 anys més tard.

### La primera guerra
Durant la I Guerra Mundial va servir de portalliteres a la Sanitat de l'Exèrcit i va ser condecorat, rebent la Medalla Militar i la Legió d'honor.

### El professor
Entre 1922 i 1926 va obtenir a la Sorbona tres llicenciatures: geologia, botànica i zoologia, i després de doctorar-se amb la tesi: Mamífers de l'eocè inferior francès i els seus jaciments, va passar a ocupar el càrrec de professor de geologia a l'Institut Catòlic de París.

### Xina i l'Home de Pequín
L'any 1923 va realitzar la seva primera expedició a la Xina septentrional. Poc després descobriria les restes de l'anomenat Home de Pequín (Sinanthropus pekinensis), el parent més proper de l'Home de Java (Pithecanthropus). Aquesta troballa va assegurar la seva reputació en els cercles paleontològics. Malgrat tot, en tornar a França, va ensopegar amb l'objecció dels seus superiors religiosos a conseqüència de les seves idees sobre el pecat original i sobre la relació d'aquest amb la teoria evolutiva. Se li va prohibir exercir l'ensenyament.
Va tornar a la Xina i des de 1929 fins a l'esclat de la Segona Guerra Mundial va ser assessor del Servei d'Aixecaments Geològics de la Xina. L'any 1931 va participar en l'anomenada Travessia Groga, recorrent Àsia central.

### Le phénomène humain
Mentrestant, va continuar escrivint sobre la filosofia de l'evolució. L'any 1938 va concloure la seva obra cabdal, Le phénomène humain (El fenomen de l'home), però ni aquesta ni cap altra de les seves obres filosòfiques van poder veure la llum en vida de l'autor. L'any 1947, a conseqüència de l'oposició que trobava dintre de la Companyia, va deixar d'escriure amb la regularitat d'anys anteriors sobre matèries filosòfiques. L'any següent va desistir de presentar la seva candidatura a una càtedra del Collège de France.

### Els viatges
L'any 1951 es va traslladar als Estats Units sota els auspicis de la Fundació Wenner-Gren. La seva intensa activitat científica va estar marcada fins a aquest moment per nombrosos viatges: Etiòpia (1928), els Estats Units (1930), l'Índia (1935), Java (1936), Birmània (1937), Pequín (1939 a 1946), Sud-àfrica (1951 i 1953).

### Mort i obra pòstuma
Va morir a Nova York el 1955, el dia de Pasqua. Es diu que un any abans, durant un sopar en el consolat de França d'aquesta mateixa ciutat, va confiar als seus amics: el meu desig seria morir el Dia de La Resurrecció. El mateix any de la seva mort, apareixia la primera publicació de la seva obra Le phénomène humain, a la qual van seguir L'apparition de l'homme (1956) i L'avenir de l'homme (1959). Gran part de la seva obra va ser publicada amb caràcter pòstum per Jeanne Mortier, la seva representant en temes editorials. La seva obra publicada abasta tretze volums.

## La Noosfera
La teoria de l'evolució de Charles Darwin, la geologia de Vernadsky i la teodicea cristiana són unificades per Teilhard de Chardin en un poderós enfocament holístic del "fenomen humà", el qual concep com una etapa de l'evolució que porta al desplegament del concepte de noosfera, el qual prepara l'adveniment de la figura del Crist còsmic.
Anunciant la globalització que coneixem avui, Teilhard desenvolupa la noció de noosfera, que manlleva a Vernadsky, per conceptualitzar una pel·lícula de pensament que engloba la Terra, formada per les comunicacions humanes. L'expansió progressiva d'una xarxa global de comunicacions omnidireccionals ràpides, amb un canvi de direcció i acceleració molt nítids en els anys 90 amb l'arribada d'Internet, és un exemple clar de la idea de noosfera. Els tres conceptes geosfera, biosfera i noosfera seran precursors de la noció d'Antropocè.

## El Crist Còsmic i el Punt Omega
El punt Omega és interpretat com el pol de convergència de l'evolució. El Crist Còsmic manifesta l'arribada d'una era d'harmonització de les consciències basada en el principi de la coalescència dels centres. Cada centre, o consciència individual, és cridat a entrar en col·laboració estreta amb les altres consciències amb les quals es comunica, concorrent en un tot noosfèric. Per al subjecte que ho percep comporta un creixement de consciència.
El punt Omega forma en certa manera el pol d'atracció en joc tant a escala individual com en la dimensió col·lectiva. La multiplicació dels centres com imatges relatives del conjunt dels centres harmonitzats participa en l'adveniment de la resurrecció espiritual o teofania del Crist Còsmic. Situant la creació en un punt Alfa del temps, l'home ha de retrobar-se amb Déu en un punt Omega d'espiritualitat perfecta.
El terme "punt omega" ha estat repetit pel físic americà Frank Tipler, aparentment sense al·lusió al nom de Teilhard.

## Hominització i humanització
Teilhard identifica paral·lelament a l'evolució biològica una evolució de tipus moral: l'afecte per la progènie es troba en els mamífers i no entre els rèptils apareguts de manera més precoç. L'espècie humana, malgrat els seus episodis de violència, s'esforça per desenvolupar xarxes de solidaritat cada vegada més elaborades. L'evolució física que va desembocar en l'hominització es plega sota una evolució espiritual a la qual anomena humanització.
Teilhard atribueix l'augment de consciència al creixement de la complexitat dels sistemes nerviosos: el cervell dels mamífers és per exemple més complex que el dels rèptils, i dins dels mamífers, el dels humans és més complex que el dels ratolins.

## Evolució i organització
L'evolució es fonamenta en la possibilitat de les consciències de comunicar-se les unes amb les altres, creant de facto un tipus de super-ésser. Agrupant-se per a la comunicació, les consciències realitzaran el mateix salt qualitatiu que les molècules quan van donar lloc a la matèria viva.
El super-ésser de Teilhard no guarda, però, cap relació amb el superhome de Nietzsche, en el qual Teilhard veu únicament una extrapolació massa simple del passat, i el qual no contempla el fenomen de comunicació creixent entre els individus.
Per a Teilhard, el procés d'evolució es realitza al nivell dels simples individus, la humanitat que es reuneix per trobar-se amb Déu en l'hipotètic punt omega, el qual representaria de facto la fi dels temps.

## Obra

### Primeres edicions
- La Vie Cosmique (1916)
- Le Christ dans la matière. Trois histoires comme Benson (1916)
- Le Milieu mystique (1917)
- L'Union créatice (1917)
- La Nostalgie du front (1917)
- Mon Univers (1918)
- Le Prêtre (1918)
- La Pissance spirituelle de la matière (1919)
- Note sur le Progrès (1920)
- Sur le Progrès (1921)
- La Messe sur le Monde (1923)
- Mon Univers (un altre opuscle diferent al de 1918) (1924)
- Le Milieu divin (1926-1927)
- L'Esprit de la terre (1931)
- La Route de l'Ouest. Vers une mystique nouvelle (1932)
- Christologie et évolution (1933)
- Comment je crois (1934)
- Esquisse d'un univers personel (1936)
- Sauvons l'humanité. Reflexions sur la crise présente (1936)
- L'Ênergie humaine (1937)
- Le Phénomène humain (1938-1940)
- L'Atomisme de l'esprit (1941)
- Le Christ évoluteur ou "Un développement logique de la notion de Rédemption" (1942)
- Réflexions sur le bonheur (1943)
- Introduction a la vie chrétienne (1944)
- La Centrologie (1944)
- Christianisme et évolution (1944)
- Quelques réflexions sur le retentissement spirituel de la bombe atomique (1946)
- Une interprétation biologique plausible de l'histoire humaine: la formation de la noosphère (1947)
- L'apport spirituel de l'Extreme-Orient. Quelques réflexions personnelles (1947)
- Agitation ou genèse? Position de l'home et signification de la socialisation humaine dans la nature (1948)
- Comment je vois (1948)
- Un phénomène de contre-évolution en biologie humaine ou la peur de l'existence (1949)
- Le Groupe zoologique humain. Structures et directives évolutives (1949)
- Le Coeur du problème (1949)
- La Structure phylétique du groupe humain (1951)
- Un seuil mental sous nos pas: Du cosmos à la cosmogènese (1951)
- La Réflexion de l'énergie (1952)
- En regardant un cyclotron. Réflexions sur le reploiment sur soi de l'énergie humaine (1953)
- Le Dieu de l'évolution (1953)
- L'Activation de l'énergie humaine (1953)
- Les Singularités de l'espèce humaine (1954)
- Une défense de l'orthogènese (1955)
- Barrière de la mort et co-réflexion, ou De l'éveil imminent de la conscience humaine au sens de son irréversion (1955)
- Le Christique (1955)
- Recherche, travail et adoration (1955)

### Traduccions al català
- El Fenomen humà. Edicions 62, Barcelona, 1965.
- Himne de l'Univers. Edicions 62, Barcelona, 1965.
- Estudi sobre els miracles dins Diccionari dels sants de cada dia. Occident, Vilassar de Mar, 1965.
- El Grup zoològic humà: estructura i direccions evolutives. Edicions 62, Barcelona, 1968.
- Gènesi d'un pensament. Nova Terra, Barcelona, 1968.
- Cartes de viatge (1923-1939). Nova Terra, Barcelona, 1970.
- Cartes a Léontine Zanta. Nova Terra, Barcelona, 1970.
- El Medi diví: assaig de vida interior. Claret, Barcelona, 1995.